# اوریل آدریانو
اوریل آویگدور آدریانو رویز (زاده ۳۰ آوریل ۱۹۹۰ در گوادالاخارا) یک تکواندوکار اهل مکزیک است. آدریانو در مسابقات قهرمانی تکواندو جهان ۲۰۱۳ که در پوئبلابرگزار شد، در سبک‌وزن مردان (زیر ۷۴ کیلوگرم) موفق به کسب مدال طلا گردید. در بازیهای پان امریکن ۲۰۱۱، به عنوان یک سبک‌وزن (زیر ۷۴ کیلوگرم)، وی در کلاس ۸۰ کیلوگرم، مدال برنز را به دست آورد.